# Ted Nugent
Theodore Anthony „Ted” Nugent (ur. 13 grudnia 1948 w Detroit) – amerykański wokalista, autor tekstów piosenek i gitarzysta rockowy, prawicowy aktywista; znany jest również jako The Nuge, The Motor City Madman czy Uncle Ted. Zyskał sławę jako główny gitarzysta The Amboy Dukes, zespołu założonego w 1963, który grał rock psychodeliczny i hard rock. Potem rozpoczął karierę solową. Trzy albumy, Ted Nugent (1975), Free-for-All (1976) i Cat Scratch Fever (1977), wielokrotnie zyskały status platynowych. 
Stał się również znany i wzbudził kontrowersje swoimi konserwatywnymi poglądami politycznymi, w szczególności poparciem dla polowań i jako zwolennik prawa do posiadania broni. Jest członkiem zarządu National Rifle Association of America i silnym zwolennikiem Partii Republikańskej, przedstawił szereg kontrowersyjnych i groźnych oświadczeń skierowanych przeciwko zwolennikom kontroli broni, w jednym przypadku agenci Secret Service badają jego działania na podstawie komentarzy na temat prezydenta Baracka Obamy. 

## Życiorys

### Wczesne lata
Urodził się i wychował w Detroit (niektóre źródła podają Redford) w stanie Michigan jako trzecie z czworga dzieci Marion Dorothy (z domu Johnson; zm. 1989 na raka) i Warrena Henry’ego Nugenta. Miał dwóch braci: Johna i Jeffreya. Jego dziadkowie ze strony matki byli Szwedami. W 1967 ukończył St. Viator High School w Arlington Heights w Illinois i przez krótki czas uczęszczał do William Fremd High School w Palatine w Illinois. W 1968 naukę kontynuował w Oakland Community College w Bloomfield Hills w Michigan.

### Kariera
W 1958 rozpoczął swoją karierę. W 1964 zdobył popularność jako gitarzysta The Amboy Dukes, gdzie spędził blisko dziesięć lat. Nagrał z grupą dziewięć albumów, a największy sukces odniosły dwa wydane przez Mainstream - debiutancki The Amboy Dukes z listopada 1967 i Journey to the Center of the Mind z kwietnia 1968. 
W 1975 zapoczątkował karierę solową i podpisał kontrakt z Epic Records. Jego debiutancki album Ted Nugent (1975) znalazł się w pierwszej trzydziestce listy Billbordu i wylansował takie przeboje jak „Stormtroopin”, „Hey Baby” i „Snakeskin Cowboys”. W 1977 ukazał się trzeci album Cat Scratch Fever. Utwór tytułowy został uznany przez stację VH1 za jedną z najważniejszych piosenek hardrockowych w historii. W 1978 koncertowy zestaw Double Live Gonzo! osiągnął status multiplatyny. Kolejne wydane krążki to Weekend Warriors (1978), State of Shock (1979) i Scream Dream (1980).
W 1989 Ted Nugent założył formację Damn Yankees, a wydana przez Warner Bros. pierwsza płyta Damn Yankees (1990) sprzedała się w pięciomilionowym nakładzie, a jednym z najważniejszych rockowych hymnów wszech czasów była ballada „High Enough”.
W 1996 Nugent nagrał solowy album Spirit of the Wild. W 1997 Sony wypuściło legendarny koncert artysty Live at Hammersmith '79. Kolejne płyty to Full Bluntal Nugity (2001), Craveman (2002), Hunt Music (2003) i Love Grenade (2007).
Sporadycznie występował przed kamerami w filmach i serialach, w tym NBC Policjanci z Miami (1986). Gościł też w różnego rodzaju reality show, w tym Supergroup emitowanym w 2006 na antenie stacji telewizyjnej VH1. Nugent wraz z uczestnikami audycji basistą Evanem Seinfeldem, perkusistą Jasonem Bonhamem, wokalistą Sebastianem Bachem oraz gitarzystą Scottem Ianem utworzył zespół pod nazwą Damnocracy. W 2010 grupa została rozwiązana nie pozostawiając w dorobku żadnych autorskich nagrań. 

### Życie prywatne
W 2001 na prośbę organizacji Hunt Of A Lifetime Nugent zabrał na afrykańskie safari 16-latka chorego na raka kości – Zachary'ego Martina. W 2005 wydał książkę pt. Kill It And Grill It, gdzie jako zapalony myśliwy mówi o swoich poglądach. Otwarcie wypowiada się o zaostrzeniu polityki emigracyjnej, powszechnym dostępie do broni oraz walce z alkoholizmem i narkomanią.
Prywatnie jest zaprzyjaźniony z gubernatorem Teksasu Rickiem Perry. Podczas programu z Perrym Nugent wyszedł na scenę paradując z karabinami, ubrany w koszulkę z flagą Konfederacji, a jego wystąpienie było komentowane bardzo szeroko we wszystkich liczących się stacjach informacyjnych w Stanach Zjednoczonych. Wspierał występami żołnierzy amerykańskich w Afganistanie, a w 2008 zaangażował się w kampanię wyborczą republikańskiego kandydata na prezydenta Johna McCaina.
W latach 1970–1979 był żonaty z Sandrą Jezowski, która w 1982 zginęła w wypadku drogowym. 21 stycznia 1989 ożenił się z Shemane Deziel, z którą ma czwórkę dzieci: dwie córki – Starr i Sashę – oraz dwóch synów – Theodore'a Tobiasa „Toby’ego” i Rocco Winchestera (ur. 1990). Ze związku z Karen Gutowski ma syna (ur. 1995).
Dwie kobiety oskarżyły Nugenta o stosunki seksualne z nimi, gdy miały mniej niż 18 lat. W 1978 Nugent rozpoczął związek z siedemnastoletnią mieszkanką Hawajów Pele Massą. Courtney Love twierdziła, że była zmuszona przez Teda Nugenta do wykonywania fellatio, gdy miała 12 lat. Istnieje specjalne VH1 z 1998, które mówi, że Nugent „przyznaje się do licznych związków z kilkoma nieletnimi dziewczynami”. W innym specjalnym VH1 jego dwie córki powiedziały, że ojciec rutynowo uprawiał seks z małoletnimi dziewczętami w ich domu.

## Dyskografia

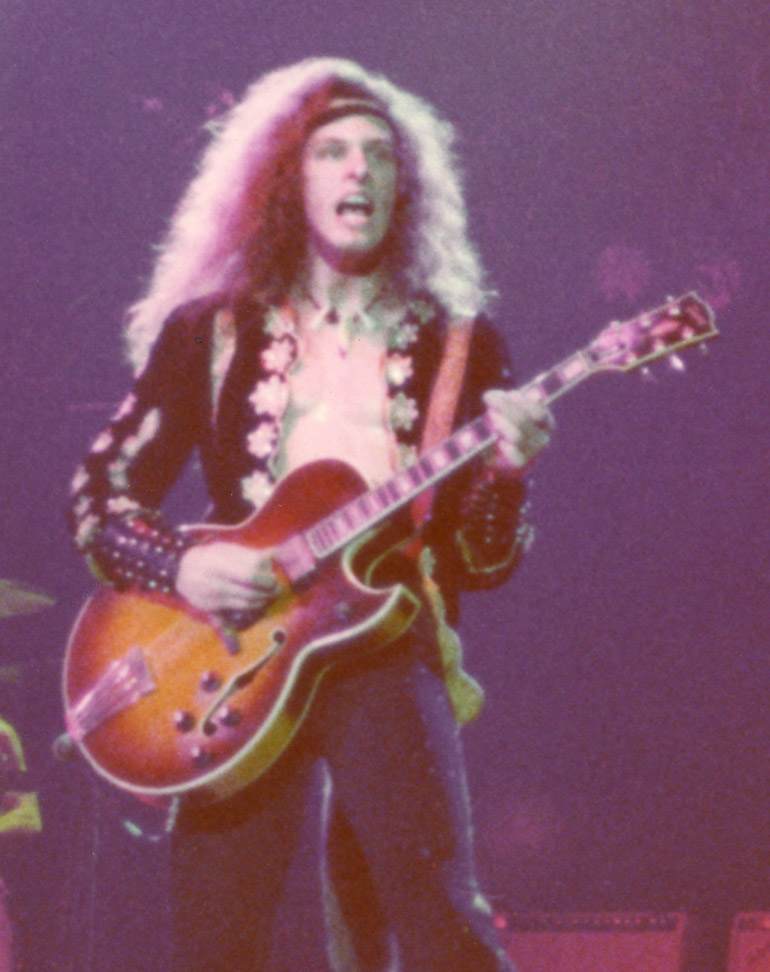
Ted Nugent (1979)

| Albumy studyjne - 1975 Ted Nugent - 1976 Free For All - 1977 Cat Scratch Fever - 1978 Weekend Warriors - 1979 State Of Shock - 1980 Scream Drem - 1982 Nugent - 1984 Penetrator - 1986 Little Miss Dangerous - 1988 If You Can`t Lick`Em Lick`Em - 1995 Spirit Of The Wild - 2002 Craveman - 2007 Love Grenade - 2014 Shutup & Jam! - 2018 The Music Made Me Do It - 2022 Detroit Muscle |  | Albumy koncertowe - 1978 Double Live Gonzo - 1981 Intensities in Ten Cities - 1997 Live In Hammersmith~79 - 2001 Full Bluntal Nugity - 2005 Extended Versions - 2008 Sweden Rocks - 2009 Motor City Mayhem |

## Filmografia
| Rok  | Tytuł                                                        | Rola                 | Reżyser                            |
| ---- | ------------------------------------------------------------ | -------------------- | ---------------------------------- |
| 1986 | Policjanci z Miami                                           | Charlie Basset       | Rob Cohen                          |
| 1986 | Nomads                                                       | w roli samego siebie | John McTiernan                     |
| 1988 | Tytuł taśmy (Tapeheads)                                      | gwiazdor rocka       | Bill Fishman                       |
| 1997 | Części intymne                                               | w roli samego siebie | Betty Thomas                       |
| 2001 | Mr. Smithereen Goes to Washington (film dokumentalny)        | w roli samego siebie | Joshua Tunick                      |
| 2001 | Studenciaki                                                  | w roli samego siebie | Judd Apatow                        |
| 2001 | Różowe lata siedemdziesiąte                                  | w roli samego siebie | David Trainer                      |
| 2008 | Beer for My Horses                                           | w roli samego siebie | Michael Salomon                    |
| 2005 | Rockin' the Corps: An American Thank You (film dokumentalny) | w roli samego siebie | Daniel E. Catullo, Lawrence Jordan |
| 2012 | Ted Nugent's Gun Country (film dokumentalny)                 | w roli samego siebie | Mark Therrien                      |
| 2013 | Assaulted: Civil Rights Under Fire (film dokumentalny)       | w roli samego siebie | Kris Koenig                        |
| 2013 | Glasspack vs Blackstone                                      | w roli samego siebie | James Austen                       |